# Tanomo Saigo
Tanomo Saigo (西郷 頼母), poznat i kao Hoshina Chikanori (保科 近野里; Fukushima, 16. svibnja 1830. – Fukushima, 28. travnja 1903.), samuraj kasnog Edo razdoblja, učitelj Sokakua Takede.

## Životopis
Tanomo Saigo je bio savjetnik lorda u Aizu, u prefekturi Fukushiuma. U Japanu je smatran važnim obrazovanim čovjekom, poznatom po otvorenom umu. Boreći se za svoju poziciju, bio je i majstor borilačke vještine oshikiuchi. Oshikiuchi je u to doba bio drugi naziv za Daito-ryu. Mjesto Aizu je bilo poznato kao blago samurajske vještine. Opirući se putu modernizacije potaknute vladom cara Meijija (1852. – 1912.), čuvari Aizua su imali udjela u pobuni 1877. godine koju je vodio Takamori Saigo (1828. – 1877.). Pobuna je završila potpunim porazom. Sam Tanomo je zarobljen, ali uskoro pomilovan obzirom na njegovu slavu i obrazovanje. Nastavio je svoj život kao šinto svećenik u Tsutsukowake hramu smještenom u Fukushimi.
Za prijenos Daito-ryu tajni dalje, u 20. stoljeće, zaslužan je Tanomo Saigo. Prenio ih je na dvije osobe: na svog usvojenog sina, Shiro Saigoa, i na Sokaku Tekadu.
Umro je 23. travnja 1903. godine, u Aizu, u prefekturi Fukushima. 

## Vanjske povezice
- Daito-ryu  Arhivirana inačica izvorne stranice od 21. ožujka 2021. (Wayback Machine)